# Szczupliny
Szczupliny – osada w Polsce położona w województwie warmińsko-mazurskim, w powiecie działdowskim, w gminie Rybno.
Wieś położona jest nad jeziorem Rumian w pobliżu związanego z nim Welskiego Parku Krajobrazowego.
W latach 1975–1998 miejscowość należała administracyjnie do województwa ciechanowskiego.
Niedaleko ujścia rzeki Wel do jeziora Rumian wznosił się gródek obronny. Prawdopodobnie został on zniszczony w czasie II powstania pruskiego podczas najazdu Jaćwięgów pod wodzą Skomanda. Wzgórze po dawnym gródku najokazalej prezentuje się od strony południowej i wschodniej, gdzie jego wysokość dochodzi do 10 m wysokości.
Wieś powstała ok. 1320 roku, przez nadanie 80 włók ziemi Janowi ze Szczuplin (przez Lutera z Brunszwiku). W 1921 roku stacjonowała tu placówka 13 batalionu celnego.
W okresie międzywojennym w miejscowości stacjonowała placówka Straży Celnej „Szczupliny” a następnie placówka Straży Granicznej I linii „Szczupliny”.